# Lasse Schöne
Lasse Schöne (Glostrup, 27 maggio 1986) è un calciatore danese, centrocampista del N.E.C..
È il calciatore straniero con più presenze con la maglia dell'Ajax.

## Caratteristiche tecniche
Nasce calcisticamente come trequartista ma, nel corso degli anni, ha arretrato il proprio raggio d'azione giocando come regista in mezzo alla linea mediana. Si dimostra un centrocampista molto dotato tecnicamente; possiede inoltre un buon tiro dalla distanza, una buona visione di gioco, precisione nei passaggi, l'abilità nella rifinitura per i compagni e buone qualità nell'impostazione del gioco; nel corso della sua carriera si è specializzato come un tiratore di calci piazzati.

## Carriera

### Club

#### Esordi, Heerenveen e De Graafschap

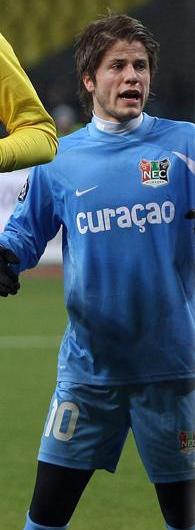
Schöne in azione con il nel 2008.

Danese nativo di Glostrup, Schöne inizia a giocare a calcio nella squadra giovanile dell'Himmelev-Veddelev BK, poi gioca con il B70 e il Lyngby. Nel 2002, a sedici anni, si trasferisce nel vivaio dell'Heerenveen, club olandese militante nell'Eredivisie. Dopo quattro anni trascorsi nel club senza mai debuttare in prima squadra, nel 2006 passa al De Graafschap, in Eerste Divisie. Trascorre due stagioni nella squadra, contribuendo alla promozione in Eredivisie e, l'anno dopo, alla salvezza in massima serie, ottenuta agli spareggi. Segna 12 gol in 70 partite con il De Graafschap.

#### N.E.C.
Nel 2007 è acquistato dal N.E.C., cui si aggrega nel luglio 2008 con contratto triennale. All'esordio con il club di Nimega è autore di un'ottima stagione, giocando anche la Coppa UEFA, competizione in cui segna contro lo Spartak Mosca un gol decisivo per il superamento del turno. L'11 settembre 2009, colpito in un contrasto fortuito durante un allenamento, riporta un trauma al ginocchio, che lo costringe a restare lontano dai campi per nove mesi. Dal 2010 diviene una pedina sempre più importante per la squadra. Nella stagione 2011-2012 segna 11 gol, di cui 4 su calcio di rigore, ed è eletto migliore giocatore della squadra.

#### Ajax
Il 1º aprile 2012 firma con l'Ajax un contratto valido dal 1º luglio seguente, alla scadenza del contratto con il N.E.C., fino al 30 giugno 2015. Debutta in campionato il 12 agosto da titolare nella partita pareggiata per 2-2 contro l'AZ Alkmaar. Segna il suo primo gol in campionato il 15 settembre seguente, nel 2-0 interno contro l'RKC Waalwijk. Il 5 maggio 2013 vince il suo primo titolo di Eredivisie con l'Ajax. Ne vincerà un altro la stagione seguente, insieme alla Supercoppa. Il club e i tifosi lo scelgono come giocatore dell'anno nel 2014. Il 2 marzo 2015 ha firmato un nuovo contratto fino all'estate 2017 e il 22 febbraio 2017 ha prolungato il contratto fino all'estate 2019.
Il 27 febbraio 2019, nella semifinale di ritorno di Coppa dei Paesi Bassi contro il Feyenoord, colleziona la sua 270ª apparizione con i lancieri, diventando il calciatore straniero con più presenze con la maglia dell'Ajax prima del connazionale Søren Lerby, fermo a 269 presenze. Il 5 marzo, nella partita di ritorno degli ottavi di finale di UEFA Champions League, mette a segno un gol su calcio di punizione da posizione defilata, ponendo in tal modo il sigillo finale sulla vittoria dell'Ajax in casa del Real Madrid (1-4). È uno dei protagonisti della grande stagione dell’Ajax che arriva fino alla semifinale di Champions e vince campionato - il terzo per lui - e Coppa d’Olanda.
Complessivamente in sette stagioni ha messo insieme 287 presenze e 67 gol con i lancieri.

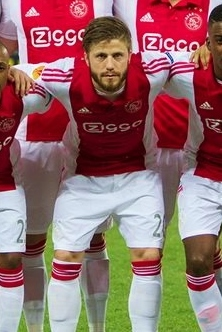
Schöne con la maglia dell' nel marzo 2015.

#### Genoa
Il 9 agosto 2019 l'Ajax lo cede per 1,5 milioni di euro al Genoa, con cui il giocatore firma un contratto biennale da 1,8 milioni di euro all'anno. Il 16 agosto debutta in Coppa Italia nella partita contro l'Imolese, segnando su calcio di punizione il gol del definitivo 4-1. Il 25 agosto esordisce in campionato in occasione del pareggio esterno (3-3) contro la Roma. Il 5 ottobre successivo trova il primo gol nella massima serie italiana, aprendo le marcature nella gara interna persa per 1-2 contro il Milan su calcio di punizione, grazie anche ad un errore di Reina (che poi parerà proprio un rigore di Schöne nel finale di gara). Il 12 luglio trova il suo secondo gol in rossoblù, realizzando un calcio di punizione nel match contro la SPAL valido per il 2-0 definitivo.
All'inizio della stagione 2020-2021, a causa di un rendimento non all'altezza delle aspettative e delle difficoltà d'ambientamento palesate nella stagione precedente, rimane fuori dalla lista dei calciatori impiegabili in Serie A. Il 7 gennaio 2021 risolve il proprio contratto con il club ligure, iniziando ad allenarsi dalla settimana seguente con l'Ajax.

#### Il ritorno all'Heerenveen e al NEC
Il 12 febbraio viene tesserato dall'Heerenveen, con cui si lega fino al termine della stagione, facendo così ritorno nel club della Frisia dopo 15 anni. Due giorni dopo, al debutto da titolare, va a segno nella sconfitta per 3-1 contro l’AZ Alkmaar. Mette insieme 14 presenze e 1 gol in tutto e il 9 giugno torna al N.E.C. con cui firma un contratto biennale.

### Nazionale
Dopo aver militato nella nazionale danese Under-16, andando a segno all'esordio nell'agosto 2001, gioca in totale 10 partite (con un gol segnato) con nazionale Under-17 e Under-18, dal luglio 2002 al marzo 2004. Nel marzo 2007 esordisce con la nazionale danese Under-21, con cui disputa 9 partite e segna un gol fino all'ottobre 2008.
Il 12 agosto 2009 debutta con la nazionale maggiore danese, in un'amichevole contro il Cile allo stadio Brøndby. Nella circostanza va a segno pochi secondi dopo essere entrato in campo nel secondo tempo: la rete è quella del provvisorio pareggio, prima che il Cile realizzi il gol della vittoria (1-2). Convocato per il campionato d'Europa 2012 in Polonia e Ucraina, concluso dalla Danimarca con l'eliminazione al primo turno, in cui Schöne gioca da subentrato le prime due partite, per meno di venti minuti di gioco totali. Convocato per il Mondiale del 2018 in Russia, scende in campo in tre partite, tra cui la gara che segna l'eliminazione dei danesi, sconfitti ai tiri di rigore agli ottavi di finale dalla Croazia, con Schöne tra i calciatori che falliscono il proprio tentativo di trasformazione dal dischetto.
Dopo non aver preso parte a Euro 2020, il 18 agosto 2021 lascia la nazionale danese.

## Statistiche

### Presenze e reti nei club
Statistiche aggiornate al 13 maggio 2021.
| Stagione             | Squadra              | Campionato           | Campionato | Campionato | Coppe nazionali | Coppe nazionali | Coppe nazionali | Coppe continentali | Coppe continentali | Coppe continentali | Altre coppe | Altre coppe | Altre coppe | Totale | Totale |
| Stagione             | Squadra              | Comp                 | Pres       | Reti       | Comp            | Pres            | Reti            | Comp               | Pres               | Reti               | Comp        | Pres        | Reti        | Pres   | Reti   |
| -------------------- | -------------------- | -------------------- | ---------- | ---------- | --------------- | --------------- | --------------- | ------------------ | ------------------ | ------------------ | ----------- | ----------- | ----------- | ------ | ------ |
| 2006-2007            | De Graafschap        | EeD                  | 36         | 5          | CO              | 2               | 1               | -                  | -                  | -                  | -           | -           | -           | 38     | 6      |
| 2007-2008            | De Graafschap        | ED                   | 34         | 7          | CO              | 2               | 3               | -                  | -                  | -                  | -           | -           | -           | 36     | 10     |
| Totale De Graafschap | Totale De Graafschap | Totale De Graafschap | 70         | 12         |                 | 4               | 4               |                    | -                  | -                  |             | -           | -           | 74     | 16     |
| 2008-2009            | NEC Nijmegen         | ED                   | 34         | 6          | CO              | 4               | 4               | CU                 | 7                  | 1                  | -           | -           | -           | 45     | 11     |
| 2009-2010            | NEC Nijmegen         | ED                   | 5          | 0          | CO              | 0               | 0               | -                  | -                  | -                  | -           | -           | -           | 5      | 0      |
| 2010-2011            | NEC Nijmegen         | ED                   | 34         | 7          | CO              | 1               | 1               | -                  | -                  | -                  | -           | -           | -           | 35     | 8      |
| 2011-2012            | NEC Nijmegen         | ED                   | 34+2       | 11+1       | CO              | 4               | 2               | -                  | -                  | -                  | -           | -           | -           | 40     | 14     |
| 2012-2013            | Ajax                 | ED                   | 32         | 6          | CO              | 4               | 1               | UCL+UEL            | 5+2                | 0                  | SO          | 1           | 0           | 44     | 7      |
| 2013-2014            | Ajax                 | ED                   | 29         | 9          | CO              | 5               | 3               | UCL+UEL            | 6+0                | 2+0                | SO          | 1           | 0           | 41     | 14     |
| 2014-2015            | Ajax                 | ED                   | 29         | 8          | CO              | 0               | 0               | UCL+UEL            | 6+2                | 3+0                | SO          | 1           | 0           | 38     | 11     |
| 2015-2016            | Ajax                 | ED                   | 24         | 4          | CO              | 2               | 0               | UCL+UEL            | 1+6                | 0+1                | -           | -           | -           | 33     | 5      |
| 2016-2017            | Ajax                 | ED                   | 27         | 7          | CO              | 2               | 1               | UCL+UEL            | 2+12               | 0+1                | -           | -           | -           | 43     | 9      |
| 2017-2018            | Ajax                 | ED                   | 30         | 10         | CO              | 2               | 0               | UCL+UEL            | 2+2                | 0+1                | -           | -           | -           | 36     | 11     |
| 2018-2019            | Ajax                 | ED                   | 30         | 5          | CO              | 4               | 0               | UCL                | 17                 | 2                  | -           | -           | -           | 51     | 7      |
| ago. 2019            | Ajax                 | ED                   | 0          | 0          | CO              | 0               | 0               | UCL                | 0                  | 0                  | SO          | 1           | 0           | 1      | 0      |
| Totale Ajax          | Totale Ajax          | Totale Ajax          | 201        | 49         |                 | 19              | 5               |                    | 63                 | 10                 |             | 4           | 0           | 287    | 64     |
| 2019-2020            | Genoa                | A                    | 32         | 2          | CI              | 2               | 1               | -                  | -                  | -                  | -           | -           | -           | 34     | 3      |
| 2020-gen. 2021       | Genoa                | A                    | 0          | 0          | CI              | 0               | 0               | -                  | -                  | -                  | -           | -           | -           | 0      | 0      |
| Totale Genoa         | Totale Genoa         | Totale Genoa         | 32         | 2          |                 | 2               | 1               |                    | -                  | -                  |             | -           | -           | 34     | 3      |
| feb.-giu. 2021       | Heerenveen           | ED                   | 12         | 1          | CO              | 2               | 0               | -                  | -                  | -                  | -           | -           | -           | 14     | 1      |
| 2021-2022            | N.E.C.               | ED                   | 33         | 2          | CO              | 2               | 0               | -                  | -                  | -                  | -           | -           | -           | 35     | 2      |
| 2022-2023            | N.E.C.               | ED                   | 32         | 1          | CO              | 2               | 0               | -                  | -                  | -                  | -           | -           | -           | 34     | 1      |
| 2023-2024            | N.E.C.               | ED                   | 24         | 1          | CO              | 3               | 0               | -                  | -                  | -                  | -           | -           | -           | 27     | 1      |
| Totale NEC Nijmegen  | Totale NEC Nijmegen  | Totale NEC Nijmegen  | 198        | 29         |                 | 16              | 7               |                    | 7                  | 1                  |             | -           | -           | 221    | 37     |
| Totale carriera      | Totale carriera      | Totale carriera      | 514        | 93         |                 | 42              | 17              |                    | 70                 | 11                 |             | 4           | 0           | 630    | 121    |

### Cronologia presenze e reti in nazionale
| Cronologia completa delle presenze e delle reti in nazionale ― Danimarca | Cronologia completa delle presenze e delle reti in nazionale ― Danimarca | Cronologia completa delle presenze e delle reti in nazionale ― Danimarca | Cronologia completa delle presenze e delle reti in nazionale ― Danimarca | Cronologia completa delle presenze e delle reti in nazionale ― Danimarca | Cronologia completa delle presenze e delle reti in nazionale ― Danimarca | Cronologia completa delle presenze e delle reti in nazionale ― Danimarca | Cronologia completa delle presenze e delle reti in nazionale ― Danimarca |
| Data                                                                     | Città                                                                    | In casa                                                                  | Risultato                                                                | Ospiti                                                                   | Competizione                                                             | Reti                                                                     | Note                                                                     |
| ------------------------------------------------------------------------ | ------------------------------------------------------------------------ | ------------------------------------------------------------------------ | ------------------------------------------------------------------------ | ------------------------------------------------------------------------ | ------------------------------------------------------------------------ | ------------------------------------------------------------------------ | ------------------------------------------------------------------------ |
| 12-8-2009                                                                | Brøndby                                                                  | Danimarca                                                                | 1 – 2                                                                    | Cile                                                                     | Amichevole                                                               | 1                                                                        | 61’                                                                      |
| 11-8-2010                                                                | Copenaghen                                                               | Danimarca                                                                | 2 – 2                                                                    | Germania                                                                 | Amichevole                                                               | -                                                                        | 46’                                                                      |
| 29-3-2011                                                                | Trnava                                                                   | Slovacchia                                                               | 1 – 2                                                                    | Danimarca                                                                | Amichevole                                                               | -                                                                        | 61’                                                                      |
| 4-6-2011                                                                 | Reykjavík                                                                | Islanda                                                                  | 0 – 2                                                                    | Danimarca                                                                | Qual. Euro 2012                                                          | 1                                                                        | 46’                                                                      |
| 10-8-2011                                                                | Glasgow                                                                  | Scozia                                                                   | 2 – 1                                                                    | Danimarca                                                                | Amichevole                                                               | -                                                                        | 46’                                                                      |
| 6-9-2011                                                                 | Copenaghen                                                               | Danimarca                                                                | 2 – 0                                                                    | Norvegia                                                                 | Qual. Euro 2012                                                          | -                                                                        | 70’                                                                      |
| 11-11-2011                                                               | Copenaghen                                                               | Danimarca                                                                | 2 – 0                                                                    | Svezia                                                                   | Amichevole                                                               | -                                                                        | 57’                                                                      |
| 15-11-2011                                                               | Esbjerg                                                                  | Danimarca                                                                | 2 – 1                                                                    | Finlandia                                                                | Amichevole                                                               | -                                                                        | 70’                                                                      |
| 29-2-2012                                                                | Copenaghen                                                               | Danimarca                                                                | 0 – 2                                                                    | Russia                                                                   | Amichevole                                                               | -                                                                        | 46’                                                                      |
| 26-5-2012                                                                | Amburgo                                                                  | Danimarca                                                                | 1 – 3                                                                    | Brasile                                                                  | Amichevole                                                               | -                                                                        | 65’                                                                      |
| 9-6-2012                                                                 | Charkiv                                                                  | Paesi Bassi                                                              | 0 – 1                                                                    | Danimarca                                                                | Euro 2012 - 1º turno                                                     | -                                                                        | 74’                                                                      |
| 13-6-2012                                                                | Leopoli                                                                  | Danimarca                                                                | 2 – 3                                                                    | Portogallo                                                               | Euro 2012 - 1º turno                                                     | -                                                                        | 90’                                                                      |
| 15-8-2012                                                                | Odense                                                                   | Danimarca                                                                | 1 – 3                                                                    | Slovacchia                                                               | Amichevole                                                               | -                                                                        | 46’                                                                      |
| 6-2-2013                                                                 | Skopje                                                                   | Macedonia                                                                | 3 – 0                                                                    | Danimarca                                                                | Amichevole                                                               | -                                                                        | 82’                                                                      |
| 26-3-2013                                                                | Copenaghen                                                               | Danimarca                                                                | 1 – 1                                                                    | Bulgaria                                                                 | Qual. Mondiali 2014                                                      | -                                                                        | 69’                                                                      |
| 5-6-2013                                                                 | Aalborg                                                                  | Danimarca                                                                | 2 – 1                                                                    | Georgia                                                                  | Amichevole                                                               | -                                                                        | 13’ 79’                                                                  |
| 22-5-2014                                                                | Debrecen                                                                 | Ungheria                                                                 | 2 – 2                                                                    | Danimarca                                                                | Amichevole                                                               | 1                                                                        | 46’                                                                      |
| 28-5-2014                                                                | Copenaghen                                                               | Danimarca                                                                | 1 – 0                                                                    | Svezia                                                                   | Amichevole                                                               | -                                                                        | 70’                                                                      |
| 3-9-2014                                                                 | Odense                                                                   | Danimarca                                                                | 1 – 2                                                                    | Turchia                                                                  | Amichevole                                                               | -                                                                        |                                                                          |
| 7-9-2014                                                                 | Copenaghen                                                               | Danimarca                                                                | 2 – 1                                                                    | Armenia                                                                  | Qual. Euro 2016                                                          | -                                                                        | 56’                                                                      |
| 25-3-2015                                                                | Aarhus                                                                   | Danimarca                                                                | 3 – 2                                                                    | Stati Uniti                                                              | Amichevole                                                               | -                                                                        | 78’                                                                      |
| 29-3-2015                                                                | Saint-Étienne                                                            | Francia                                                                  | 2 – 0                                                                    | Danimarca                                                                | Amichevole                                                               | -                                                                        | 83’                                                                      |
| 24-3-2016                                                                | Herning                                                                  | Danimarca                                                                | 2 – 1                                                                    | Islanda                                                                  | Amichevole                                                               | -                                                                        | 62’                                                                      |
| 29-3-2016                                                                | Glasgow                                                                  | Scozia                                                                   | 1 – 0                                                                    | Danimarca                                                                | Amichevole                                                               | -                                                                        | 81’                                                                      |
| 3-6-2016                                                                 | Toyota                                                                   | Bosnia ed Erzegovina                                                     | 2 – 2 (4 – 3 dtr)                                                        | Danimarca                                                                | Kirin Cup                                                                | -                                                                        | 61’                                                                      |
| 7-6-2016                                                                 | Suita                                                                    | Danimarca                                                                | 4 – 0                                                                    | Bulgaria                                                                 | Kirin Cup                                                                | -                                                                        | 86’                                                                      |
| 15-11-2016                                                               | Mladá Boleslav                                                           | Rep. Ceca                                                                | 1 – 1                                                                    | Danimarca                                                                | Amichevole                                                               | -                                                                        |                                                                          |
| 26-3-2017                                                                | Cluj-Napoca                                                              | Romania                                                                  | 0 – 0                                                                    | Danimarca                                                                | Qual. Mondiali 2018                                                      | -                                                                        | 69’                                                                      |
| 6-6-2017                                                                 | Brøndby                                                                  | Danimarca                                                                | 1 – 1                                                                    | Germania                                                                 | Amichevole                                                               | -                                                                        | 46’                                                                      |
| 10-6-2017                                                                | Astana                                                                   | Kazakistan                                                               | 1 – 3                                                                    | Danimarca                                                                | Qual. Mondiali 2018                                                      | -                                                                        | 46’                                                                      |
| 4-9-2017                                                                 | Erevan                                                                   | Armenia                                                                  | 1 – 4                                                                    | Danimarca                                                                | Qual. Mondiali 2018                                                      | -                                                                        | 78’                                                                      |
| 8-10-2017                                                                | Copenaghen                                                               | Danimarca                                                                | 1 – 1                                                                    | Romania                                                                  | Qual. Mondiali 2018                                                      | -                                                                        | 83’                                                                      |
| 22-3-2018                                                                | Brøndby                                                                  | Danimarca                                                                | 1 – 0                                                                    | Panama                                                                   | Amichevole                                                               | -                                                                        | 64’                                                                      |
| 27-3-2018                                                                | Aalborg                                                                  | Danimarca                                                                | 0 – 0                                                                    | Cile                                                                     | Amichevole                                                               | -                                                                        |                                                                          |
| 2-6-2018                                                                 | Solna                                                                    | Svezia                                                                   | 0 – 0                                                                    | Danimarca                                                                | Amichevole                                                               | -                                                                        | 60’                                                                      |
| 9-6-2018                                                                 | Brøndby                                                                  | Danimarca                                                                | 2 – 0                                                                    | Messico                                                                  | Amichevole                                                               | -                                                                        | 62’                                                                      |
| 16-6-2018                                                                | Saransk                                                                  | Perù                                                                     | 0 – 1                                                                    | Danimarca                                                                | Mondiali 2018 - 1º turno                                                 | -                                                                        | 36’                                                                      |
| 21-6-2018                                                                | Samara                                                                   | Danimarca                                                                | 1 – 1                                                                    | Australia                                                                | Mondiali 2018 - 1º turno                                                 | -                                                                        |                                                                          |
| 1-7-2018                                                                 | Nižnij Novgorod                                                          | Croazia                                                                  | 1 – 1 dts (3 – 2 dtr)                                                    | Danimarca                                                                | Mondiali 2018 - Ottavi di finale                                         | -                                                                        | 46’                                                                      |
| 9-9-2018                                                                 | Aarhus                                                                   | Danimarca                                                                | 2 – 0                                                                    | Galles                                                                   | UEFA Nations League 2018-2019 - 1º turno                                 | -                                                                        |                                                                          |
| 13-10-2018                                                               | Dublino                                                                  | Irlanda                                                                  | 0 – 0                                                                    | Danimarca                                                                | UEFA Nations League 2018-2019 - 1º turno                                 | -                                                                        |                                                                          |
| 16-11-2018                                                               | Cardiff                                                                  | Galles                                                                   | 1 – 2                                                                    | Danimarca                                                                | UEFA Nations League 2018-2019 - 1º turno                                 | -                                                                        | 79’                                                                      |
| 19-11-2018                                                               | Aarhus                                                                   | Danimarca                                                                | 0 – 0                                                                    | Irlanda                                                                  | UEFA Nations League 2018-2019 - 1º turno                                 | -                                                                        |                                                                          |
| 26-3-2019                                                                | Basilea                                                                  | Svizzera                                                                 | 3 – 3                                                                    | Danimarca                                                                | Qual. Euro 2020                                                          | -                                                                        | 70’                                                                      |
| 7-6-2019                                                                 | Copenaghen                                                               | Danimarca                                                                | 1 – 1                                                                    | Irlanda                                                                  | Qual. Euro 2020                                                          | -                                                                        | 73’                                                                      |
| 5-9-2019                                                                 | Gibilterra                                                               | Gibilterra                                                               | 0 – 6                                                                    | Danimarca                                                                | Qual. Euro 2020                                                          | -                                                                        | 77’                                                                      |
| 8-9-2019                                                                 | Tbilisi                                                                  | Georgia                                                                  | 0 – 0                                                                    | Danimarca                                                                | Qual. Euro 2020                                                          | -                                                                        | 73’ 87’                                                                  |
| 12-10-2019                                                               | Copenaghen                                                               | Danimarca                                                                | 1 – 0                                                                    | Svizzera                                                                 | Qual. Euro 2020                                                          | -                                                                        | 65’                                                                      |
| 15-11-2019                                                               | Copenaghen                                                               | Danimarca                                                                | 6 – 0                                                                    | Gibilterra                                                               | Qual. Euro 2020                                                          | -                                                                        | 54’                                                                      |
| 18-11-2019                                                               | Dublino                                                                  | Irlanda                                                                  | 1 – 1                                                                    | Danimarca                                                                | Qual. Euro 2020                                                          | -                                                                        | 33’ 84’                                                                  |
| 28-3-2021                                                                | Herning                                                                  | Danimarca                                                                | 8 – 0                                                                    | Moldavia                                                                 | Qual. Mondiali 2022                                                      | -                                                                        | 77’                                                                      |
| Totale                                                                   |                                                                          | Presenze                                                                 | 51                                                                       |                                                                          | Reti                                                                     | 3                                                                        |                                                                          |

## Palmarès

### Club

#### Competizioni nazionali
- Eerste Divisie: 1

De Graafschap: 2006-2007
- Campionato olandese: 3

Ajax: 2012-2013, 2013-2014, 2018-2019
- Coppa dei Paesi Bassi: 1

Ajax: 2018-2019
- Supercoppa dei Paesi Bassi: 2

Ajax: 2013, 2019